# أركاري مطوق
أركاري مطوق أو برزبان مطوق (الاسم العلمي: Pteroglossus torquatus) (بالإنجليزية: Collared Aracari)‏ هو نوع من الطيور يتبع جنس الأركاري من الفصيلة الطوقانية.